# 스티브 페리
스티브 페리(영어: Steve Perry, 1949년 1월 22일 ~ )는 미국의 싱어송라이터이다.
1977년부터 1998년까지 저니의 리드 보컬로 활동하며 〈Open Arms〉, 〈Don't Stop Believin'〉, 〈Separate Ways〉, 〈Faithfully〉 등의 히트곡에서 특유의 강렬한 음색으로 세계적인 인기를 얻었다.

## 이력

### 저니 이후
저니 활동 이후로는 공개적인 음악활동을 하지 않다가, 2010년 12월의 《Classic Rock》지 인터뷰에서 그동안 50여곡을 작곡했고 솔로활동을 시작할 시기를 조율하고 있다고 밝혔다.
2014년 5월 25일, 스티브 페리는 록 밴드 일스(Eels)의 공연 무대에 올라 〈Open Arms〉와 〈Lovin', Touchin', Squeezin'〉을 불렀다. 이는 1995년의 저니 세계 투어 이후 20년만의 무대였다.
스티브 페리는 같은 해 6월까지 2회 더 일스와 함께 무대에 올랐는데, 6월 11일 공연에서는 〈Open Arms〉와 〈Lovin', Touchin', Squeezin'〉 뿐 아니라 〈Lights〉도 함께 불렀다.

## 건강 문제
2013년 5월 얼굴에 있던 종양이 흑색종으로 진단되어 여러 번의 제거 수술을 받았으며, 수술은 성공적이어서 추가적인 치료가 필요하지 않게 되었다.